# Беднарський (серіал, 1988)
Беднáрський (пол. Na kłopoty… Bednarski) — польський детективний пригодницький серіал 1988 року з елементами комедії, бойовика та сатири із Стефаном Фрідманом в головній ролі. Не транслювався в Україні радянських та незалежних часів, але мешканці західних областей могли його дивитися завдяки доступу до польського телебачення.

## Сюжет
Вільне місто Данциг, 1930-ті роки. Приватний детектив Беднарський — колишній працівник гданської поліції та епізодичний агент польської та американської розвідок — береться за розгадку найзаплутаніших справ. Періодично це змушує його залишати рідне місто та відвідувати інші країни — Туреччину, Нідерланди тощо. Кожна серія являє собою окрему історію, які разом поєднує тільки особистість головного героя.

## В головних ролях
- Стефан Фрідман — Беднарскі
- Кристина Фельдман — Царова
- Марта Жак — представниця польської дипломатії
- Віктор Садецкі — професор
- Станіслав Міхальскі — комісар Рудольф Хагеманн
- Генрик Таляр — комісар Форст
- Леон Нємчик - Ерліх
- Ева Салацька - Соня

## Серії
1. Kurier z Ankary
2. Bursztynowe serce
3. Złote runo
4. Statek nadziei
5. Znak węża
6. Ostatnie lato
7. Nasz człowiek